# Krona Thụy Điển
Krona Thụy Điển (viết tắt: kr; mã ISO 4217: SEK) là đơn vị tiền của Thụy Điển từ năm 1873 (dạng số nhiều là kronor). Một krona gồm 100 öre (tương đương xu). Đồng krona Thụy Điển cũng được lưu hành ở Quần đảo Åland song song với tiền chính thức của Phần Lan là đồng euro.

## Lịch sử
Việc phát hành đồng krona, thay thế ngang giá cho đồng riksdaler Thụy Điển, là kết quả của việc thành lập Liên minh Tiền tệ Scandinavia, có hiệu lực từ năm 1873 và kéo dài tới Chiến tranh thế giới thứ nhất. Liên minh này gồm 2 nước Đan Mạch, Thụy Điển, sau đó thêm Na Uy. Tên tiền là krona bằng tiếng Thụy Điển và krone trong tiếng Đan Mạch và Na Uy (dịch nghĩa đen sang tiếng Anh là crown). Cả ba tiền này đều lấy bản vị vàng (kim bản vị) với tiêu chuẩn 2.480 kronor (kroner) = 1 kg vàng nguyên chất.
Sau khi Liên minh Tiền tệ Scandinavia giải thể, thì cả ba nước đều quyết định giữ tên tiền riêng của mình như cũ.

## Các tiền kim loại

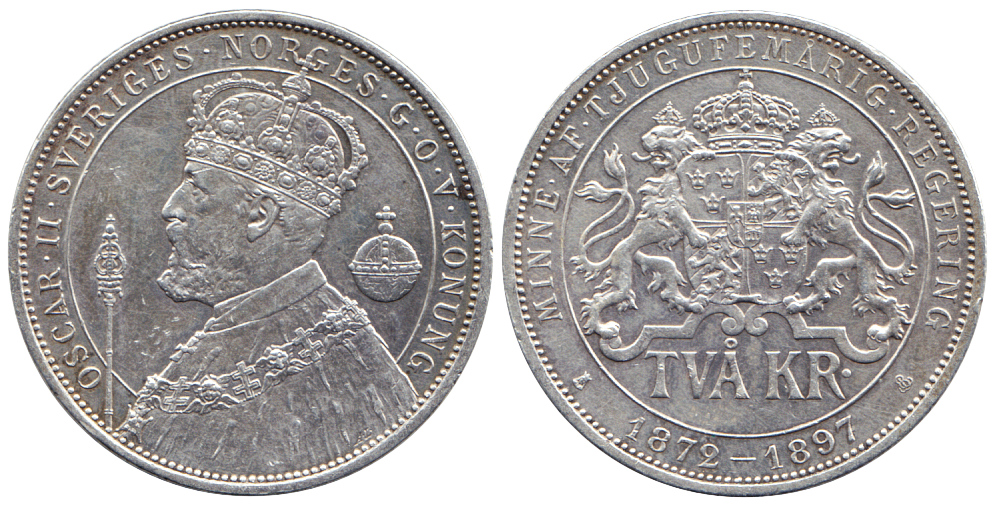
2 Krona, 1897.

Từ năm 1873 tới 1876, Thụy Điển phát hành các tiền kim loại mệnh giá 1, 2, 5, 10, 25, 50 öre, cùng 1, 2, 10, 20 Krona; trong đó các đồng 1, 2, 5 öre bằng đồng thau, các đồng 10, 25, 50 öre và 1 krona, 2 Krona bằng bạc, còn các đồng 10, 20 Krona bằng vàng. Năm 1881 thêm đồng 5 Krona bằng vàng.
Việc đúc tiền bằng vàng được đình chỉ từ năm 1902 và chỉ được đúc lại ngắn ngủi trong các năm 1920 và 1925, sau đó đình chỉ hoàn toàn. Trong thế chiến thứ nhất do thiếu kim loại, nên dùng sắt thay thế đồng thau từ năm 1917 tới 1919. Hợp kim đồng-kền thay thế cho kim loại bạc ở các đồng 10, 25, 50 öre năm 1920; tới năm 1927 thì đúc bằng bạc trở lại.
Trong thế chiến thứ hai lại thiếu kim loại, nên các đồng 10, 25, 50 öre lại được đúc bằng hợp kim đồng-kền trong các năm 1940 và 1947. Năm 1942, dùng sắt thay đồng thau (tới năm 1952), còn khối lượng bạc trong các tiền kim loại khác bị giảm xuống. Năm 1952, các đồng 10, 25, 50 öre bằng bạc được thay bằng hợp kim đồng-kền năm 1958, tiếp theo là đồng 2 Krona, còn đồng 1 krona bằng đồng-kền được bọc bằng đồng (thay thế bằng đồng-kền năm 1982). Các năm 1954, 1955 và 1961 đúc các đồng 5 Krona bằng bạc với mẫu thiết kế giống như các đồng 1 krona, 2 Krona hiện hành.
Năm 1962, đúc tiền kim loại 5 Krona mới nhỏ hơn (đồng cũ) bằng hợp kim đồng-kền, bọc bằng kền. Mẫu thiết kế hiện nay được đúc từ năm 1979. Năm 1971, ngưng đúc các đồng 1 öre, 2 öre, cũng như đồng 2 Krona. Năm 1972, kích thước của đồng 5 öre được giảm bớt. Năm 1984, chấm dứt việc đúc các đồng 5 öre, 25 öre, tiếp theo là đồng 10 öre vào năm 1991. Năm 1992, đưa vào lưu hành các tiền kim loại 10 Krona bằng đồng-nhôm ("Nordic gold"), cùng với các tiền kim loại 50 öre màu đồng. Tháng 3 năm 2009, chính phủ quyết định ngưng đúc tiền kim loại 50 öre. Các đồng tiền kim loại 50 öre sẽ hết hiệu lực kể từ tháng 10 năm 2010. Nguyên do là đồng tiền kim loại 50 öre có giá trị thương mại thấp và không còn được dùng để nhét vào máy trả tiền ở nơi đậu xe nữa, mà dùng đồng tiền kim loại 2 và 20 Krona.
Các tiền kim loại đang lưu hành:
| Các krona Thụy Điển bằng kim loại                                                            | Các krona Thụy Điển bằng kim loại | Các krona Thụy Điển bằng kim loại | Các krona Thụy Điển bằng kim loại | Các krona Thụy Điển bằng kim loại | Các krona Thụy Điển bằng kim loại                                             |
| Hình                                                                                         | Trị giá                           | Đường kính                        | Độ dày                            | Trọng lượng                       | Hợp kim                                                                       |
| -------------------------------------------------------------------------------------------- | --------------------------------- | --------------------------------- | --------------------------------- | --------------------------------- | ----------------------------------------------------------------------------- |
|                                                                                              | 50 öre                            | 18.75 mm                          | 1.80 mm                           | 3.7 g                             | 97% đồng 2.5% kẽm 0.5% thiếc                                                  |
|                                                                                              | 1 krona                           | 25 mm                             | 1.88 mm                           | 7 g                               | Đồng kền 75% đồng 25% kền                                                     |
|                                                                                              | 5 Krona                           | 28.5 mm                           | 2 mm                              | 9.5 g                             | Outer layer (46.5%): Đồng kền (như đồng 1 kr) lớp bên trong (53.5%): 100% Kền |
|                                                                                              | 10 Krona                          | 20.5 mm                           | 2.9 mm                            | 6.6 g                             | Vàng Bắc Âu 89 % đồng 5 % nhôm 5% kẽm 1% thiếc                                |
| Các hình này ở tỷ lệ 2,5 pixels mỗi millimét, tiêu chuẩn cho các tiền kim loại của thế giới. |                                   |                                   |                                   |                                   |                                                                               |

Về các mệnh giá khác phát hành từ trước kia, tất cả các đồng 2 Krona đúc từ năm 1876 trở đi vẫn lưu hành hợp pháp theo luật, mặc dù hiện nay rất hiếm thấy các tiền này. Cần nói thêm, mọi tiền kim loại được đúc năm 1897 và sau này nhân các dịp quốc khánh hoặc kỷ niệm cũng đều lưu hành hợp pháp.
Theo truyền thống, các tiền kim loại có giá trị ít hơn 1 krona không in hình nổi quốc vương Thụy Điển, trong khi các tiền đúc có giá trị từ 1 krona trở lên (ngoại trừ đồng 5 Krona) đều mang hình nổi này. Các khẩu hiệu của hoàng gia Thụy Điển cũng được đưa vào nhiều tiền kim loại.

## Các tiền giấy
Năm 1874, ngân hàng quốc gia Thụy Điển cho lưu hành các tiền giấy mệnh giá 1, 5, 10, 50, 100 và 1.000 Krona. Ban đầu tiền giấy 1 krona chỉ được phát hành cho 2 năm, nhưng được phát hành tiếp giữa các năm 1914 và 1920. Năm 1939 và 1958, phát hành tiền giấy 10.000 Krona.
Tiền giấy 5 Krona ngưng phát hành từ năm 1981, nhưng tiền kim loại 5 Krona được phát hành từ năm 1972. Năm 1985, tiền giấy 500 Krona được phát hành. Bằng việc đúc đồng 10 Krona kim loại năm 1991, thì việc in tiền giấy 10 Krona bị đình chỉ và tiền giấy 20 Krona được phát hành. Cùng năm đó, ngưng phát hành tiền giấy 50 Krona, nhưng tới năm 1996 lại tái phát hành.

Năm 2006 Ngân hàng quốc gia phát hành loại tiền giấy 1.000 Krona mới là tiền giấy đầu tiên có hình an toàn do công ty Crane thiết kế. Công ty Crane AB, nằm ở Tumba Thụy Điển là công ty in mọi tiền giấy krona.
Các tiền giấy thuộc loạt mới nhất:
| Loạt tiền hiện hành          | Loạt tiền hiện hành | Loạt tiền hiện hành | Loạt tiền hiện hành | Loạt tiền hiện hành | Loạt tiền hiện hành | Loạt tiền hiện hành                            |       |
| Hình                         | Hình                | Trị giá             | Kích thước          | Màu chính           | Mô tả               | Mô tả                                          | Mô tả |
| Mặt phải                     | Mặt trái            | Trị giá             | Kích thước          | Màu chính           | Mặt phải            | Mặt trái                                       |       |
| ---------------------------- | ------------------- | ------------------- | ------------------- | ------------------- | ------------------- | ---------------------------------------------- | ----- |
|                              |                     | 20 Krona            | 120 × 67 mm         | Tím hơi xanh        | Selma Lagerlöf      | Nils Holgersson bay trên vùng Scania           |       |
|                              |                     | 50 Krona            | 120 × 77 mm         | Vàng                | Jenny Lind          | Đàn Nyckelharpa và dãy âm                      |       |
|                              |                     | 100 Krona           | 140 × 72 mm         | Xanh dịu            | Carl von Linné      | Ong thụ phấn một bông hoa                      |       |
|                              |                     | 500 Krona           | 150 × 82 mm         | Đỏ-xám              | Charles XI          | Christopher Polhem                             |       |
|                              |                     | 1.000 Krona         | 160 × 82 mm         | Vàng-xám            | Gustav Vasa         | Hình người Bắc Âu của Olaus Magnus từ năm 1555 |       |
| các mấu đồng tiền krona giấy |                     |                     |                     |                     |                     |                                                |       |

## Các thay đổi mới đây
Ngày 18 tháng 12 năm 2008, Ngân hàng quốc gia Thụy Điển công bố đề nghị ngưng lưu hành dần dần đồng kim loại 50 öre, thời hạn chót là năm 2010. Tuy nhiên, nó vẫn được sử dụng trong việc trả tiền bằng máy trả tiền điện tử.

## Tỷ giá hối đoái

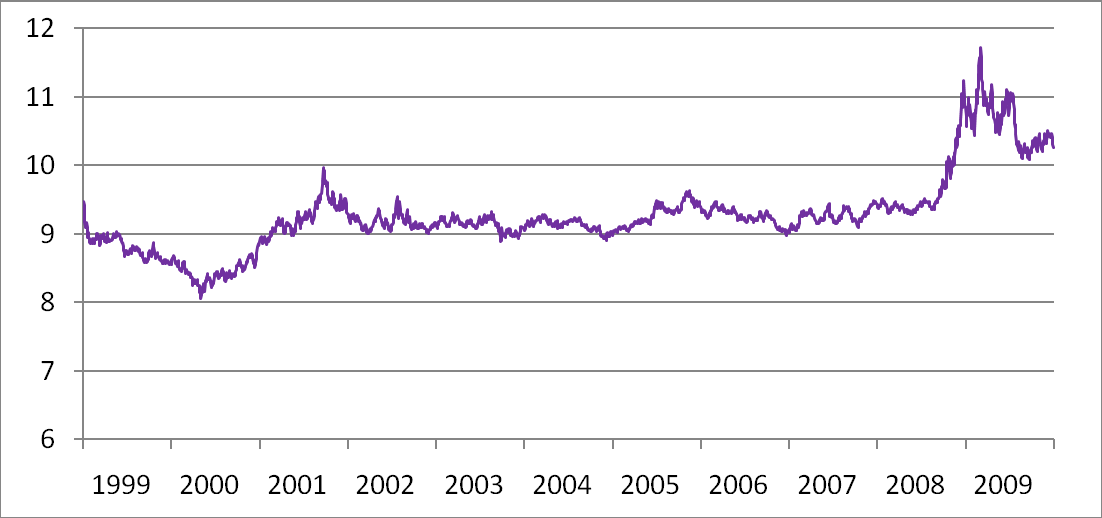
Tỷ giá hối đoái lịch sử so với đồng Euro

Về lịch sử Tỷ giá hối đoái của đồng krona Thụy Điển so với các ngoại tệ khác tùy thuộc vào chính sách tiền tệ của Thụy Điển theo đuổi trong thời điểm đó. Từ tháng 11 năm 1992 một chế độ tỷ giá hối đoái thả nổi đã được duy trì.. Tỷ giá hối đoái so với đồng euro tương đối ổn định từ năm 2002 (khoảng 9-9,5 SEK = 1 EUR), nhưng từ nửa sau năm 2008 thì đồng krona Thụy Điển mất giá khoảng 20%, và dao động từ 10,4-11 SEK = 1 EUR.

## Tiền euro
Ngày 14 tháng 9 năm 2003, một cuộc trưng cầu dân ý về việc gia nhập khu vực euro đã được tổ chức, trong đó 56% trong tổng số khoảng 80% cử tri đi bỏ phiếu đã chống (theo đài BBC).. Có sự nhất trí giữa các đảng là sẽ không bàn luận vấn đề này trước cuộc tổng tuyển cử năm 2010. Sau đó có một cuộc thảo luận về việc mở một cuộc trưng cầu dân ý mới vào năm 2012 hoặc muộn hơn. Các cuộc thăm dò ý dân năm 2005 và 2006 thường cho thấy khoảng 55% người trả lời chống và 45% thuận. Trong cuộc thăm dò tháng 5 năm 2007, thì 33,3% tỏ ý thuận, 53,8% chống đối và 13,0% lưỡng lự.
Trên báo Dagens Nyheter, thủ tướng Thụy Điển Fredrik Reinfeldt nói sẽ không tổ chức trưng cầu dân ý về việc gia nhập đồng euro cho tới khi đạt được sự ủng hộ của dân chúng và đảng Dân chủ Xã hội Thụy Điển. Hiện đảng này chưa có kế hoạch về cuộc trưng cầu dân ý như vậy trước năm 2014..